# Josip Karlovšek
Josip Karlovšek, slovenski sodnik in advokat, * 10. februar 1867, Šmarjeta, † 25. oktober 1950, Celje

## Življenjepis
Dr. Josip Karlovšek, sodnik in advokat je bil predsednik Celjskega pevskega društva in podstarosta Celjskega Sokola. Postavil je temelje takratnemu slovenskemu gledališču v Celju. V okviru Celjskega pevskega društva je sodeloval kot pevec in igralec. Bil je predsednik političnega društva Naprej. Boril se je proti nemškemu pritisku na gospodarskem in političnem področju. Bil je zaveden Slovenec. Po končani gimnaziji v Novem mestu je na Dunaju sprva študiral teologijo, nato še pravo. Leta 1897 je odšel v Celje, kjer je ostal do smrti.
Poleg tega, da je imel svojo odvetniško pisarno, je deloval na kulturnem, gospodarskem in političnem področju. Zavzemal se je, da bi bilo čim več gospodarstva v slovenski lasti in je tako denimo zaslužen, da je Pivovarna Laško ostala slovenska tudi po tem, ko jo je prodal takratni lastnik Kukec. Prav tako je iskal slovenskega kupca za domačijo Antona Martina Slomška, ki se je prodajala na dražbi. Ker kupca ni našel, jo je kupil sam in jo imel v lasti skoraj četrt stoletja. V tem času je posestvo uredil, popravil gospodarska poslopja in skrbel za sadovnjake, l. 1930 pa je moral zaradi dolgov posestvo prepustiti Celjski mestni hranilnici.
V zadnjem obdobju življenja je uspešno deloval v svoji odvetniški pisarni. Njegova pisarna je bila ena prvih zavetišč pravico iščočih revežev in obupanih preužitkarjev. Dr. Josip Karlovšek je bil tudi odlikovan z redom sv. Save.